# Sony Ericsson W880i

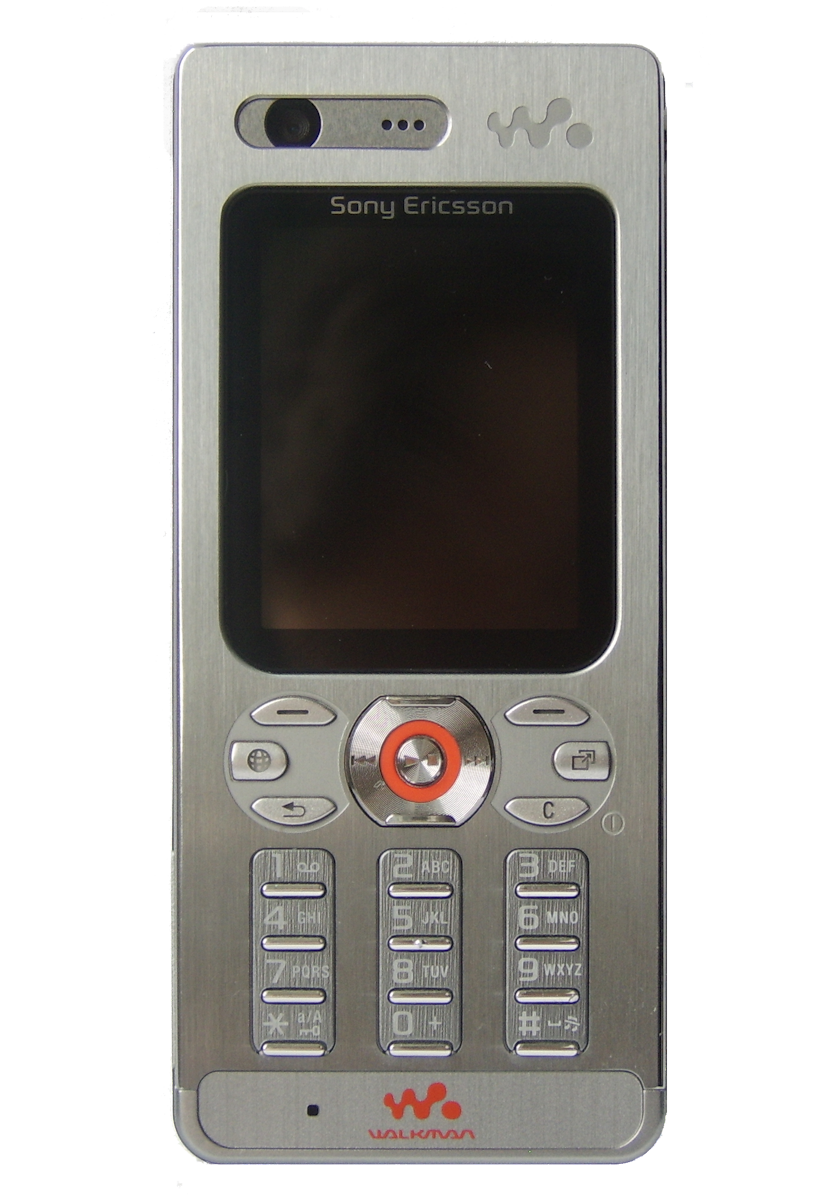
Sony Ericsson W880i

De Sony Ericsson W880i is een mobiele telefoon die door Sony Ericsson in september 2006 werd gelanceerd. Als deel van de Walkman-reeks had de telefoon succes vanwege z'n kleine omvang en een kwalitatieve constructie. De W880i was in 2006 een van de weinige telefoons die dunner dan 1 cm waren. De W880i was in vier kleuren beschikbaar: "Flame Black" ,"Steel Silver","Pitch Black" en "Gold". Er is ook een niet-3G-versie beschikbaar.

## Specificaties
De W880i heeft een 2,0 megapixel-camera op de achterkant en een tweede VGA-camera op de voorkant die gebruikt kan worden bij 3G-videogesprekken. De telefoon heeft een intern geheugen van 16 GB en wordt standaard geleverd met een 16 MB Memory Stick Micro en kan worden geüpgraded tot 8 GB via een kaartlezer. Verder heeft het een lcd-scherm met een schermdiagonaal van 1,8 inch.